# Al-Dakhla-Wadi al-Dhahab
al-Dakhla-Wadi al-Dhahab, till 2015 Wadi al-Dhahab-al-Kawira, är en region enligt Marockos administrativa indelning som tillhör det omstridda området Västsahara. De västra delarna, som kontrolleras av Marocko, hade 142 955 invånare vid folkräkningen 2014. Enligt Marockos anspråk har regionen en yta av 130 898 km². Regionens administrativa huvudort är al-Dakhla. Regionen är indelad i två provinser:
- Awsard
- Wadi al-Dhahab

Den största staden är al-Dakhla med 106 277 invånare vid folkräkningen 2014. al-Kawira är också en stadskommun på papperet men är i praktiken en spökstad utan invånare.